# 蛇蝎 -DAKATSU-
『蛇蝎 -DAKATSU-』（だかつ）は、秋里和国による日本の漫画作品。
『月刊フラワーズ』（小学館）にて2010年1月号から2013年10月号まで不定期に連載された。単行本は全5巻。

## あらすじ
気学を用いて人を殺める裏家業・蛇蝎を受け継いできた仙寿家。その62代目・仙寿亜人は、自然界の「気」に、“気学を人殺しの道具にせず、人を幸福にするための正道に戻す”よう言われる。「気」によって人の正確な生年月日を把握する力を得た亜人だったが、その命を狙う何者かが蠢き始めていた。

## 登場人物
仙寿 亜人（せんじゅ あびと）
第62代目蛇蝎。1976年（昭和51年）9月生まれ、六白金星。表向きは京都の老舗の帯問屋・仙寿苑の社長。小学生の頃から父親の指導の下で蛇蝎の修行を続けてきた。蛇蝎は歌舞伎のような伝統芸だと考えている。
秋元 流香（あきもと るか）
1990年（平成2年）9月27日生まれ、一白水星で亜人とは相性が良い。父親の元を蛇蝎の仕事で訪れていた亜人のことがずっと好きだった。両親が相次いで亡くなった時、それが蛇蝎のせいだと知らず、亜人に「西が大吉の方位」と言われたことを真に受け、単純に東京から西の方角にある京都まで押しかけ、店を手伝うようになる。Mっ気があり、亜人に冷たくされると喜ぶ。勘が鋭く、「気」の存在や五行の匂いを感じ取る。
父親は会社社長で蛇蝎の顧客だった。本人が申告していた生年月日と、実際の生年月日が異なっていたため、尅気が蓄積し亡くなった。生前に、浮気を察知した妻を気学を利用して殺そうと画策していたため、母親もまた夫の死後から間もなく亡くなった。
気（き）（陽）
自然界の「気」。通称・気様（きさま）。気学は本来、除災招福のために用いるものであるため、人を殺めたりせずに正道に戻せと亜人に忠告する。亜人以外には姿は見えないが、肩に乗るサイズから一般的な人間のサイズ、ガンダムのような巨大サイズまで自由自在に大きさを変えられる。
亜人の前に姿が見えたのは、江戸時代に活躍していた第57代蛇蝎で、彼が大阪の人だったため、その影響で大阪弁を話す。亜人にはその大阪弁が却って胡散臭く思われている。
顔の右側が羽根のようなもので覆われている。実央丸の側にも同じ姿をした「気（陰）」がおり、そちらは顔の左側が覆われている。
羽生 道（はにゅう どう）
美容師。亜人の毛髪を実央丸に提供する。
中丸 実央丸（なかまる みおうまる）
鎌倉の太一（たいいつ）神社の若き宮司。陰陽師・土御門家の末裔。重低音の声で上げる祝詞とその風貌から女性から非常に人気があり、メディアにも度々取り上げられる。気学を用いて人々を尅気から遠ざけるなど、気学を正道で用いている。依頼者に災いを避ける形代としてわら人形のストラップを授けている。流香は名前に丸が2つ入っていることから「丸二つ」と呼ぶ。
梅治（うめはる）
表向きは鍼灸師、実体は実央丸の式神。
雪子（ゆきこ）
銀座のクラブのママ。開業時期や場所、ホステスたちの採用など、全て実央丸の助言に従っている。

## 用語
蛇蝎（だかつ）
気学を用いて人を殺める職業。「蛇蝎」はヘビとサソリ、人に忌み嫌われるものという意味。
2200年前、大陸から渡って来た斉の国の方士・徐巿（じょふつ）によって伝えられた。現在は36年ごとに代替わりしており、亜人も先代（父親）も六白金星の辰年生まれ。
直接手を下すわけではなく、依頼者から殺したい・苦しめたい・陥れたい相手の生年月日を聞き、その人にとって最も災いが降りかかりやすい方角「凶方位」を教えるのみ。あとは依頼者が相手をその方角へ連れて行くなり何なりして誘導すれば、尅す気（尅気）が仕留めてくれる。
尅気（こっき）
災いをもたらす気。五黄殺・暗剣殺・本命殺・的殺・歳破・月破・定位対中の七凶殺の方角へ旅行や転居などをすると、尅気を取ることになり災いが降りかかる。尅気の対義語を「祐気（ゆうき）」と言う。
五黄殺と暗剣殺を特に“二大凶殺”と言い、五黄殺はゆっくりと内側から蝕まれるような災難に、暗剣殺は突然暗闇で斬りつけられる様な災難に遭う。尅気の強さは距離に比例し、凶方位の遠方へ行けば行くほど強い尅気を取り込んでしまう。
尅気・祐気に関わらず、効果が発現するには1、4、7、10の時がかかる。単位は日・月・年。植物の生長に例えると、1で種がまかれ、4で発芽、7で地表に芽が出て、10で木になる。

## 書誌情報
- 秋里和国 『蛇蝎 -DAKATSU-』 小学館〈flowersフラワーコミックスα〉 全5巻
  1. 2010年09月10日発売、ISBN 978-4-09-133319-3[2]
  2. 2011年05月10日発売、ISBN 978-4-09-133810-5[3]
  3. 2012年03月09日発売、ISBN 978-4-09-134266-9[4]
  4. 2013年02月08日発売、ISBN 978-4-09-135058-9[5]
  5. 2013年10月10日発売、ISBN 978-4-09-135573-7[6]